# Invasies in Europa
Na het uiteenvallen van het Karolingische rijk kreeg Europa in de 9e en de 10e eeuw te maken met invasies van verschillende volkeren. Het waren de grootste migraties sinds de Grote Volksverhuizing, in de eeuwen voor de Frankrische periode. De Hongaren of Magyaren belegerden de oostgrenzen van Europa, de Saracenen de Middellandse Zeekusten en de Noormannen of Vikingen belaagden de noordelijke en Atlantische kusten. De kolonies van deze laatsten zouden bovendien uitgroeien tot sterke, onafhankelijke staten in het Europa van de vroege middeleeuwen.

## Situatie
De Karolingische macht was na het uiteenvallen van het rijk van Karel de Grote zo goed als verdwenen. De enige bescherming tegen buitenlandse invallen was te vinden bij religieuze gemeenschappen en handelsplaatsen. De gebieden buiten de belangrijke nederzettingen waren nauwelijks beschermd, want de uit de Romeinse tijd daterende verdedigingswerken waren gesloopt voor de aanleg van andere gebouwen. Op sommige plaatsen was veel kostbaars van kerk of handel bijeen gebracht en dit lokte invallen van rovende krijgsheren uit. Vaak probeerde men met de invallers een verbond te sluiten en bood men hen een deel van de macht aan. Een voorbeeld daarvan is de samenwerking tussen de Denen en de graaf van Vlaanderen.

## Volken

### De Saracenen

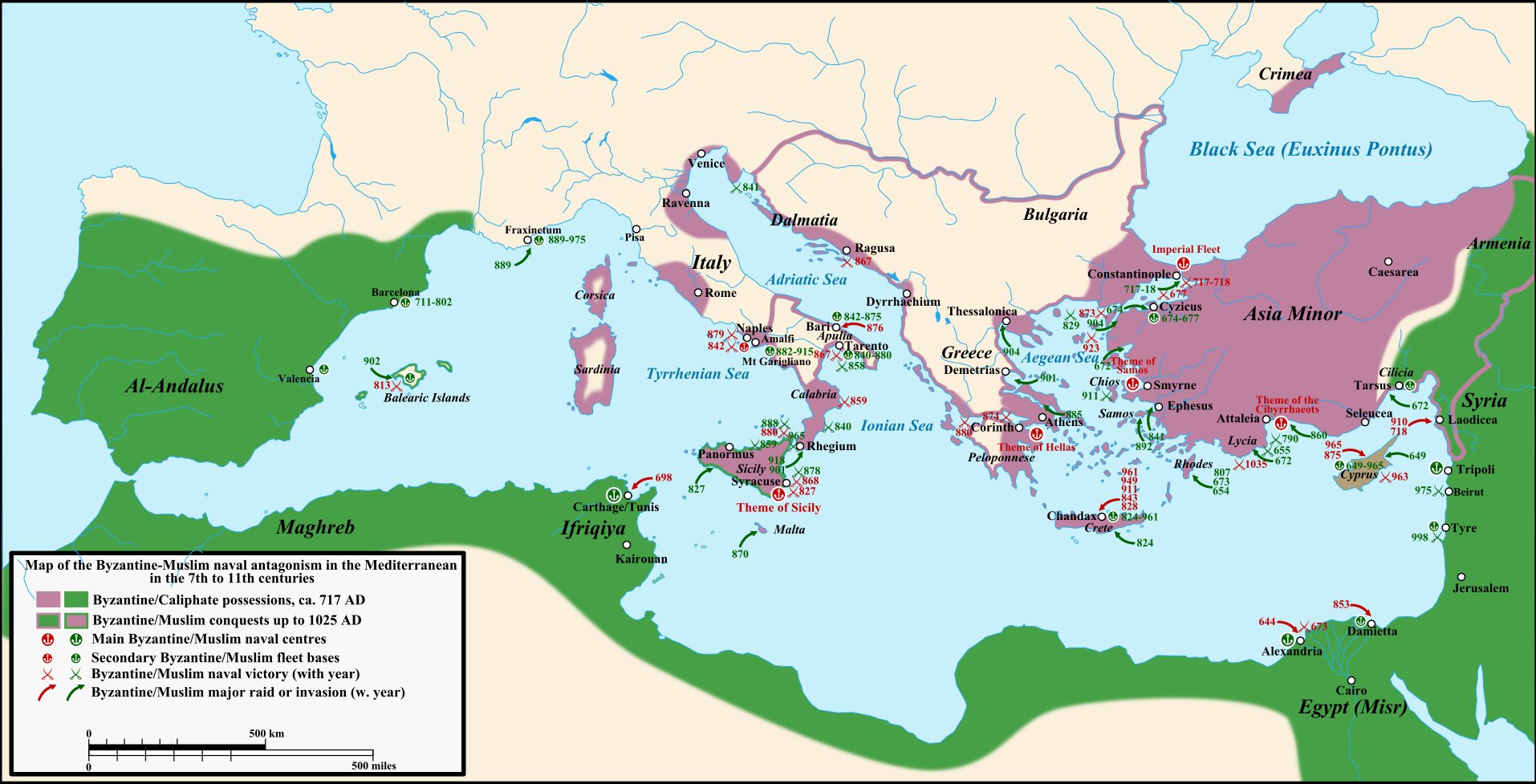
Byzantijns-Arabische strijd in het Middellandse zeegebied

Een van die rovende volkeren waren de Saracenen. Men vermoedt dat de oorspronkelijke Saraceense piraten afkomstig waren van het Griekse eiland Kreta en het oosten van de Middellandse Zee. Later ging de term Saracenen over op alle islamitische piraten en invallers die de middellandse zee afstroopten; of het nu Turken, Arabieren of Berbers waren.
In 827 waren de moslims begonnen met de verovering van Sicilië, dat in 902, als het Emiraat Sicilië, helemaal onder moslimbewind kwam. Daarna gebruikten de Saracenen tijdelijke uitvalsbases, zoals Bari, waar ze het Emiraat Bari stichtten, en Tarente aan de Zuid-Italiaanse kust en Fraxinetum, bij het huidige La Garde-Freinet aan de Zuid-Franse kust. Vanuit deze plaatsen kon men aanvallen uitvoeren in het gehele Middellandse Zeegebied. Vooral eilanden als Sardinië en Corsica werden regelmatig aangevallen en ook de kloosters in Midden- en Zuid-Italië werden overvallen. Aan deze plundertochten kwam een einde toen de Saracenen in 1091 uit geheel Zuid-Italië waren verdreven door de Normandiërs.

### De Magyaren of Hongaren

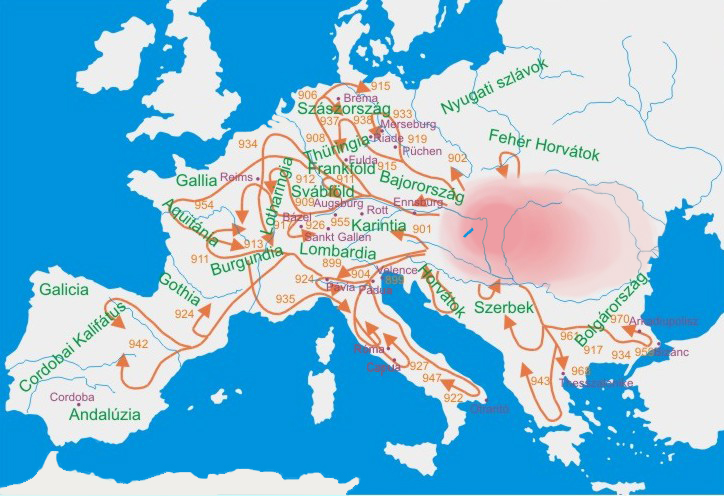
Hongaarse invasies in Europa

De Magyaren waren een nomadenvolk dat in de 9e eeuw vanuit het oosten Europa binnentrok en zich vestigde in de Hongaarse poesta. Zij organiseerden rooftochten naar Duitsland, Noord-Italië en tot in Frankrijk. Het was een ruitervolk en hun sterke troef was dat men vlug verrassingsaanvallen kon uitvoeren. Soms werden ze in dienst genomen en dit gebeurde onder meer door de Moraviërs en de Bulgaren. Ze konden de Franken in de periode van 899 tot 910 verschillende keren verslaan, maar tegen de Duitsers verloren ze ook een reeks veldslagen. In 955 leden de Hongaren een definitieve nederlaag in Lechfeld. In het oosten verloren ze tegen een alliantie van Russen en Byzantijnen. De Hongaren werden opgenomen in het Heilige Roomse Rijk en kregen een eerste koning in 977. Zo kwam er ook een christelijke kerk met zijn eigen bisschoppen.

### Invallen van de Vikingen

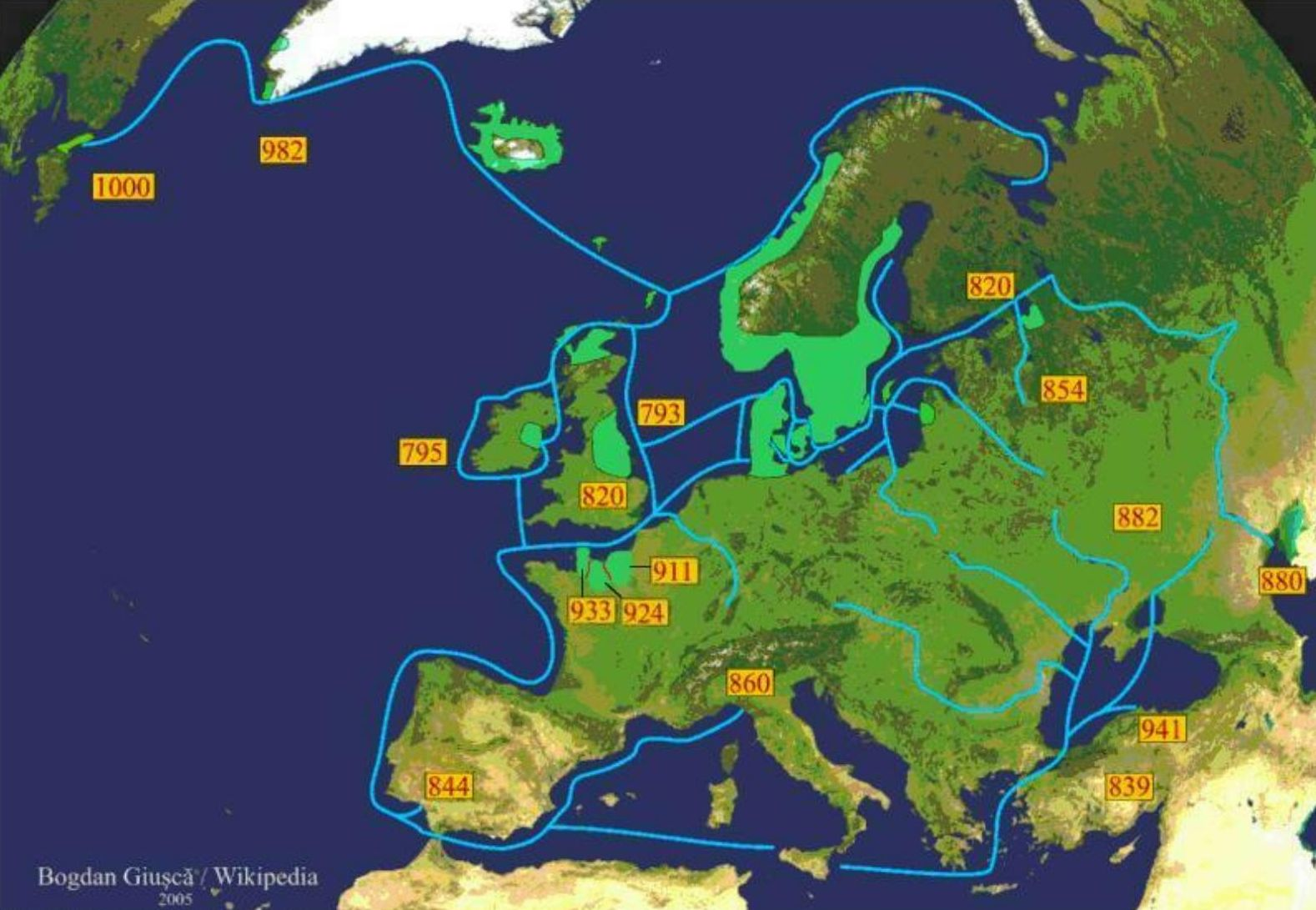
Vikinggebieden en -expedities

In de 8e eeuw begonnen de Scandinavische Vikingen (de middeleeuwse voorouders van de huidige Denen, Noren en Zweden), ook wel Noormannen genoemd, met een militaire campagne. Dit kwam o.a. doordat er in Scandinavië overbevolking was. De Denen vormden in de 9e eeuw een aantal allianties met de plaatselijke Frankische leenmannen. Sommige Noormannen werden bekeerd tot het christendom en mochten zich vestigen op strategische regio's. Zo konden ze helpen met de verdediging van het Karolingisch rijk. Maar daarna volgden vlug aanvallen op onder meer Lindisfarne (793) en Dorestad (834). Frankrijk en Engeland werden nu steeds meer geconfronteerd met de plunderende Vikingen. Het zorgde voor ellende en natuurlijk onrust. Plaatselijke bestuurders, zoals de graaf van Vlaanderen, gebruikten die invallen als reden om zelfstandig de fortificatie van hun grondgebied door te voeren waarmee ze ook onafhankelijker van hun leenheer werden. Dit stimuleerde het feodalisme wat inhield dat de plaatselijke heren steeds zelfstandiger hun domeinen beheerden. De Frankische vorsten betaalden ook grote sommen geld om niet aangevallen te worden. In 911 kreeg Rollo van de Franse koning het graafschap Rouen, wat zou leiden tot de stichting van Normandië (Norman).
De Vikingen waren niet alleen plunderaars, maar ook kolonisten en handelaars. De Denen vestigden zich in Engeland (Danelaw) en Frankrijk. De Noren vertrokken naar Ierland, Isle of Man, Schotland, Orkney-eilanden en de Faeröereilanden, IJsland, Groenland en ten slotte Vinland (Amerika). De Zweden trokken naar het Kievse Rijk (Rusland).